# Auspuff

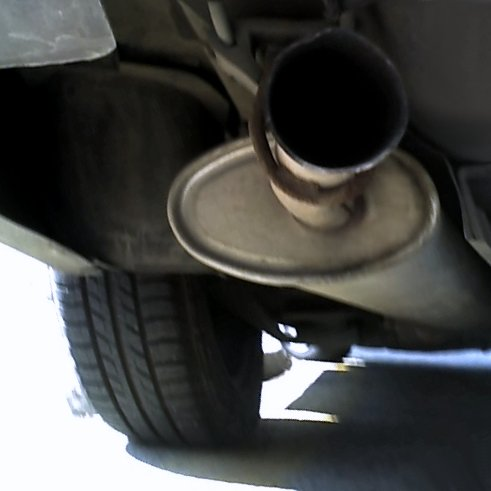
Endschalldämpfer eines Pkw

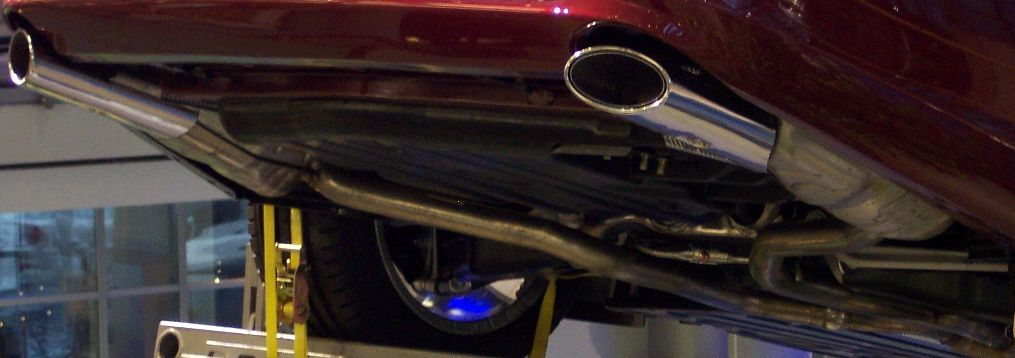
Teil einer Auspuffanlage mit zwei Endschalldämpfern

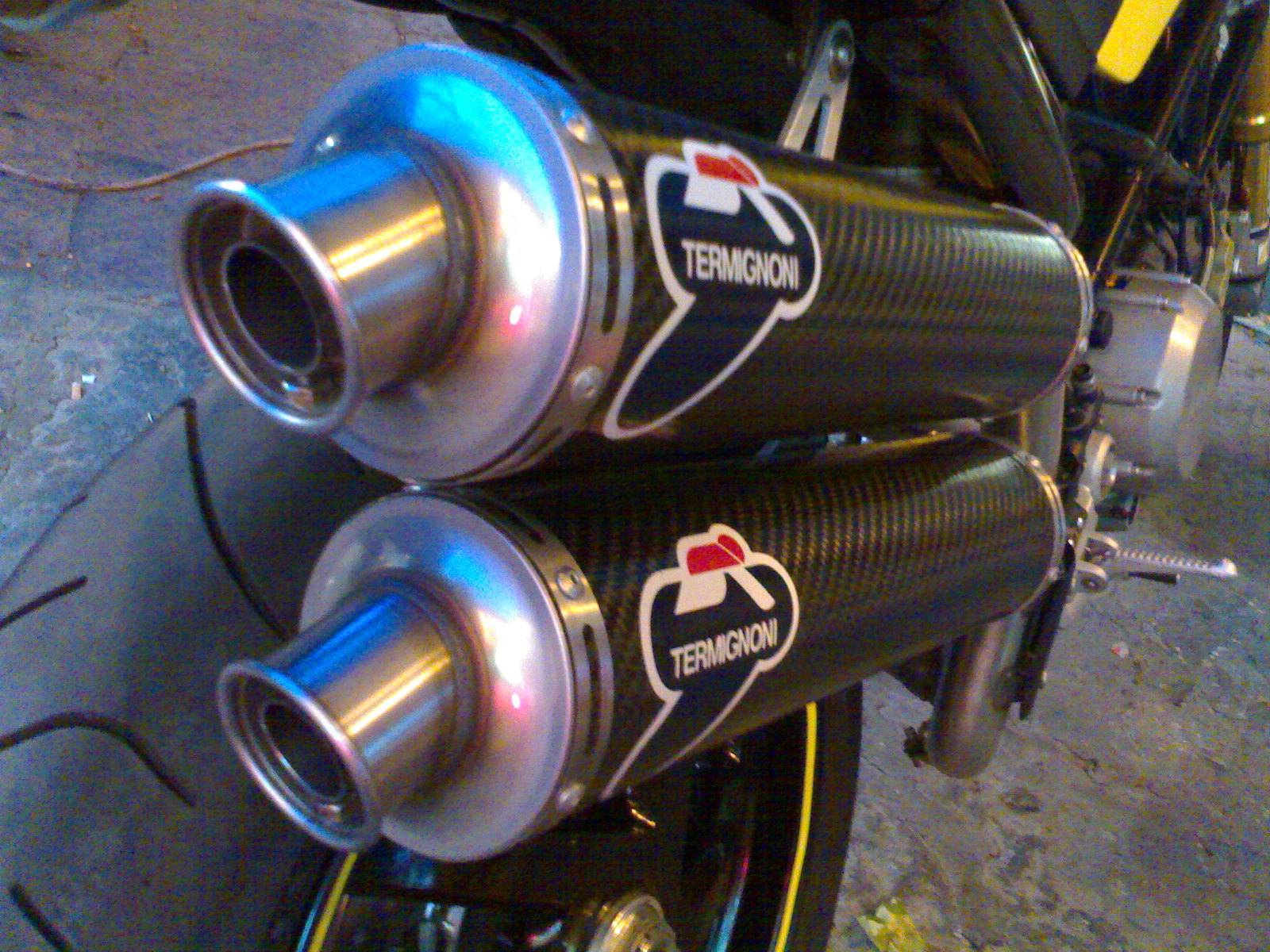
Endschalldämpfer eines Motorrades

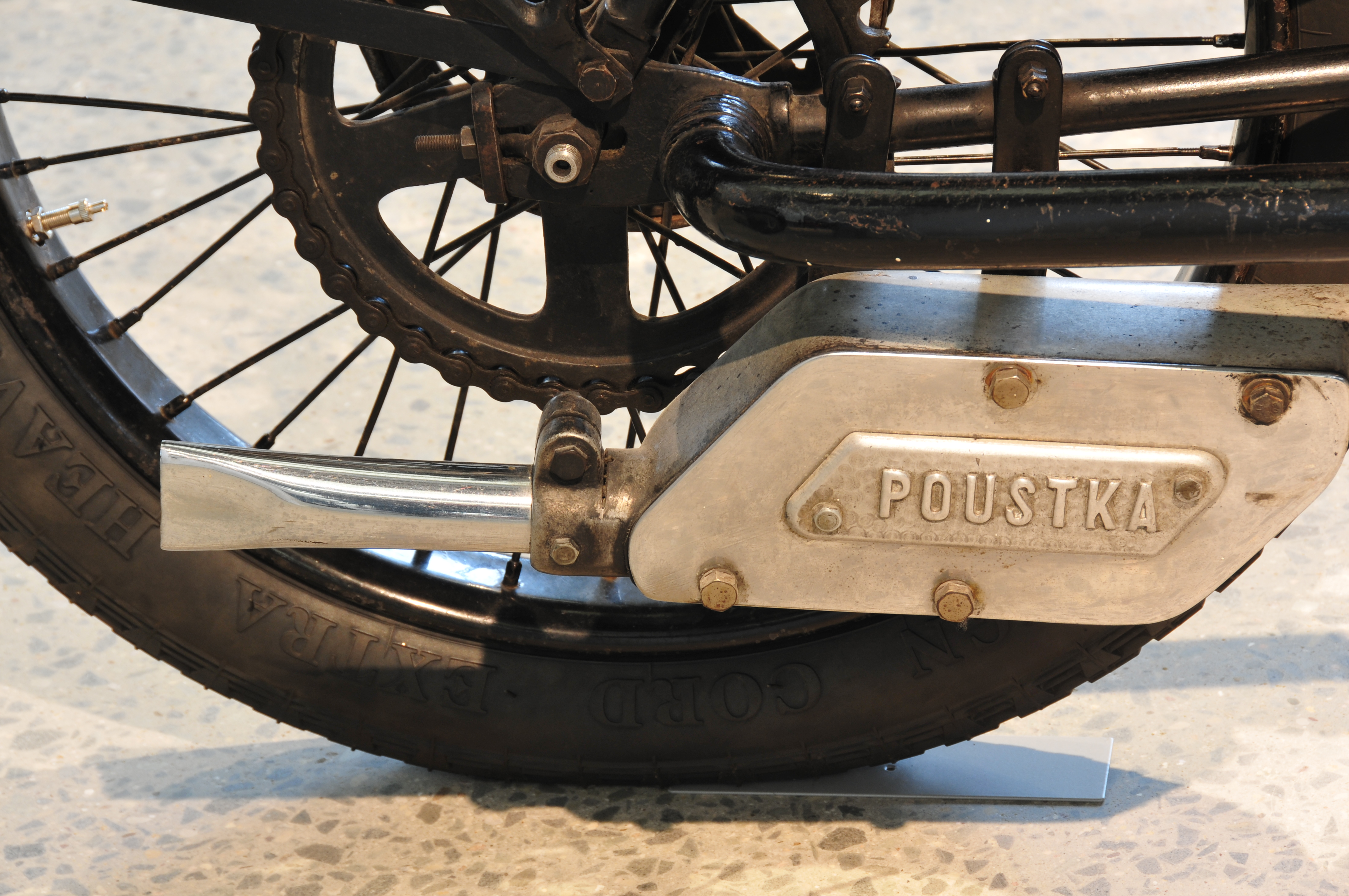
Auspuff an einem Motorrad Laurin & Klement (1898), ausgestellt im Škoda Muzeum

Die Abgasanlage eines Verbrennungsmotors im Kraftfahrzeug wird als Auspuff (Pl. Auspuffe) bezeichnet.

## Aufbau

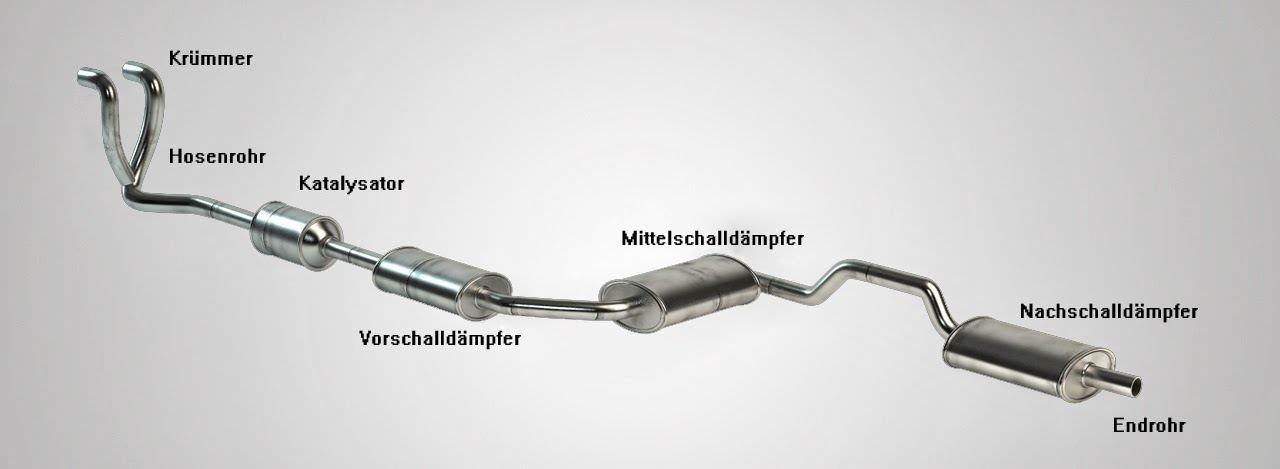
Bestandteile einer Pkw-Abgasanlage (Ottomotor)

Die Bestandteile eines gängigen Pkw mit Ottomotor sind in Richtung des Abgasstroms:
- Abgaskrümmer
- Hosenrohr
- Katalysator
- Schalldämpfer
  - Mittelschalldämpfer (Vorschalldämpfer)
  - Endschalldämpfer
- Endrohr

Bei kleineren Motoren wie bei Mofas mündet der Krümmer direkt in den Endschalldämpfer.

### Abgaskrümmer
Der Abgaskrümmer dient dazu, die in den Zylindern bei der Verbrennung des Kraftstoffs entstehenden Abgase zusammenzuführen. Dazu ist dieser direkt mit dem Zylinderkopf verbunden. Die Abdichtung erfolgt durch geprägte Metalldichtungen oder durch beschichtete Gewebedichtungen. Der Krümmer besteht aus Grauguss oder Edelstahl. Die Form variiert zwischen einem einfachen Sammelrohr und komplizierten Formen, die die Auslasskanäle in unterschiedlicher Weise zusammenfassen. Wann und welche Auslasskanäle zusammengelegt werden, ist abhängig von der Zylinderanzahl, der Zündfolge und der Bauweise des Motors. An Motoren mit Aufladung werden die Abgasstränge zum Beispiel vor dem Turbolader zusammengefasst. Bei der Konstruktion von Fächerkrümmern werden die Abgasrohre bis zur Zusammenführung möglichst gleich lang ausgelegt. Diese Form verhindert eine negative Beeinflussung des Ladungswechsels. Sollte das Zusammenführen der Abgase nach dem Krümmer noch nicht abgeschlossen sein, folgt dem Abgaskrümmer ein Hosenrohr. Bei den einfachen Varianten entfällt dieses Bauteil. Um die strengen Abgasnormen und eine weitere Senkung des Kraftstoffverbrauchs zu erreichen, gibt es bei neueren Motoren eine Abgasrückführung. Das Ventil dafür sitzt am Abgaskrümmer und verbindet diesen mit dem Ansaugsystem.

### Hosenrohr
Das Hosenrohr wird starr mit dem Abgaskrümmer verschraubt. Die Abdichtung erfolgt wie am Krümmer. Der Name Hosenrohr wird von der meist zweiflutigen Bauweise, ähnlich einer Hose, abgeleitet. Wie bei einer Hose enden die Eingänge in einem einzigen Ausgang. Die Lambdasonde findet sich häufig am Ende des Hosenrohrs. Hier werden früh die erforderlichen Temperaturen für die richtige Funktion erreicht. Der Übergang zum Katalysator, erfolgt vor allem bei neueren Fahrzeugen über eine flexible Verbindung. Das kann ein flexibler Metallschlauch oder eine Konus- oder Kugelabdichtung sein. Diese Verbindung entkoppelt die Schwingungen und lastwechselbedingten Bewegungen des Motors von der am Unterboden befestigten Auspuffanlage. Bei älteren Fahrzeugen findet sich zwischen Hosenrohr und Katalysator meist eine starre, unflexible Schraubverbindung. Um jedoch trotzdem Schwingungen abfangen zu können, ist das Hosenrohr zusätzlich federnd gelagert.

### Katalysator
Der Fahrzeugkatalysator ist das Bauteil, das im Zusammenspiel mit der Lambdaregelung die Abgase reinigt. Das umgangssprachlich Kat genannte Bauteil ist tonnenförmig und hat einen trichterförmigen Ein- und Ausgang. Da dieser eine sehr hohe Temperatur erreichen kann, ist er generell mit einem Hitzeschutzblech umgeben. Innen befindet sich ein poröser Block aus Keramik oder Metallfolie mit kleinen, parallel zur Längsachse, verlaufenden Kanälen. Die innere Oberfläche ist mit den Edelmetallen Platin, Rhodium und Palladium beschichtet und bewirkt im Abgas chemische Reaktionen, bei denen Stickoxide und Kohlenwasserstoffe zu Stickstoff, Kohlendioxid und Wasser abgebaut werden. Bei modernen Dieselmotoren ist oft der Einsatz von Harnstoff notwendig, um mit einem SCR-Kat die Emissions-Grenzwerde für Stickoxide einzuhalten.

### Rußfilter
Bei Dieselmotoren und zunehmend auch bei Ottomotoren werden Partikelfilter vor der Auspuffanlage eingesetzt. Der Aufbau, mit einem inneren Monolith, gleicht einem normalen Katalysator. Der Ruß, mit den anhaftenden polyzyklischen Aromate, wird jedoch im Filter gesammelt und durch das Hinzufügen von Additiven zum Kraftstoff oder Erwärmung des Filters über die Zündtemperatur in regelmäßigen Abständen abgebrannt.

### Vor- und Mittelschalldämpfer
Bevor die Katalysatortechnik in Kraftfahrzeugen Einzug hielt, waren an Stelle des Katalysators die Mittel- oder Vorschalldämpfer verbaut. Mittelschalldämpfer absorbieren den Schall durch den Einsatz von Dämmmaterial. Der Aufbau ähnelt einer großen Konservendose. Das Abgasrohr geht gerade durch die Deckel der Tonne hindurch. Im Inneren ist das Rohr gelocht und ändert seinen Querschnitt. Der Raum zwischen Rohr und Außenwandung ist mit Stahlwolle, Basaltfasern oder, bei noch älteren Fahrzeugen, mit asbesthaltigen Fasern gefüllt. Durch das perforierte Rohr wird der Abgasstrom geweitet, verlangsamt und die Schwingungen abgeschwächt. Die Hauptfunktion von Vorschalldämpfern ist die Absorption (Neutralisation) von hochfrequenten Schallwellen.
Vor allem Zweitaktmotoren, wie beim Trabant, besitzen zusätzlich zum Mittelschalldämpfer auch noch einen Vorschalldämpfer. Dieser hat keine Schallisolierung, sondern erweitert den Abgasstrom und reflektiert die Schallwellen, so dass sich diese durch Interferenz gegenseitig verstärken. Es entsteht ein Sog, der das Ausströmen der Verbrennungsgase aus dem Brennraum begünstigt.

### Endschalldämpfer
Im Endschalldämpfer vereinen sich die Bauweisen von Vorschalldämpfer (Reflexionsschalldämpfer) und Mittelschalldämpfer (Absorptionsschalldämpfer), wobei dies nicht die Norm ist. Ebenso werden Endschalldämpfer häufig in reiner Reflexions- bzw. Absorptionsbauweise produziert. Absorptionsschalldämpfer werden sehr oft in Form von Sportschalldämpfern verwendet, die auf Grund ihres geringeren Staudrucks und günstigeren Strömungseigenschaften zu verbessertem Sound verhelfen und eine Leistungssteigerung bewirken können. Seine äußere Form variiert zwischen den verschiedenen Fahrzeugen, um sich deren Unterboden anzupassen. Im Inneren ist der Reflexionsdämpfer in mehrere nach außen gedämmte Kammern unterteilt. Das Abgas wird so gezwungen, sich in mehrere unterschiedlich lange Teilströme aufzuspalten, wodurch sich die Schallwellen teilweise gegenseitig auslöschen (Interferenzeffekt durch phasenverschobene Überlagerung). Im Ergebnis steht eine hohe Dämpfung bei einem geringen Gegendruck. Entwickler von Auspuffanlagen können durch genau definierte Querschnitte und Formen die Geräuschkulisse und die Motorleistung beeinflussen.

### Klang
Ein wichtiger emotionaler Faktor beim Autokauf für manche Käuferschichten ist der Klang eines Fahrzeugs, der ganz wesentlich vom Auspuff beeinflusst wird. Aus diesem Grund haben die Automobilhersteller bisher mit hohem Entwicklungsaufwand den Auspuffklang auf das Fahrzeug zurechtgeschnitten. Mittlerweile gibt es auch die Möglichkeit, den Klang mit speziellen Lautsprechern im Auspuff zu verändern: Der Auspuff kann erheblich leiser werden, aber es können auch Klangkomponenten hinzugemischt werden. Das erste Serienfahrzeug, das über einen solchen Speziallautsprecher im Auspuff verfügte, war ab 2011 der Audi A6 Avant. Die Lautsprecher können auch im Fahrgastraum untergebracht werden, was die Belästigung der Umwelt deutlich reduziert.

### Verlegung
Die Bauteile der Auspuffanlage werden mit dem Auspuffrohr verbunden. An bestimmten Stellen zwischen den Bauteilen sind die Rohre ineinandergesteckt. Mit einer Rohrschelle werden sie befestigt und abgedichtet. Aus Kostengründen werden moderne Auspuffanlagen bei Neuwagen als Einzelteil eingebaut, das heißt, die Rohre zwischen den Bauteilen (Katalysator, Schalldämpfer) sind fest miteinander verschweißt. Zum Austausch einzelner Komponenten müssen die Rohre abgesägt werden. Die Ersatzteile werden wieder mit Rohrschellen befestigt. Auspuffrohre werden bei Straßenfahrzeugen unter dem Fahrzeug bis hinter die Personenkabine verlegt, um ein Vordringen der Abgase zu den Insassen zu verhindern. Bei Lastkraftwagen kann der Auspuff daher schon zwischen den Achsen enden.
Bei größeren Motoren, wie Sechs-, Acht- oder Zwölfzylinder, sind die Abgasanlagen in der Regel von vorn bis hinten zweiflutig (mit zwei Rohren) ausgelegt. Entweder sind Katalysatoren und Endschalldämpfer dann ebenfalls zweiflutig oder doppelt vorhanden.
Rohre und Schalldämpfer der Auspuffanlage werden elastisch mit Gummis am Unterboden befestigt, um Rissen in der Anlage und der Übertragung von Schwingungen auf die Karosserie entgegenzuwirken. Der Unterboden ist zum Schutz gegen Hitze im Bereich des Auspuffs mit Zink- oder Aluminiumblechen verkleidet.
Bei manchen Lastkraftwagen, Bussen, Traktoren und anderen Sonderfahrzeugen werden die Abgase nach oben geleitet, um das Anblasen von Personen oder Gegenständen zu vermeiden. In solchen Fällen haben die Auspuffenden oft einen Deckel, um das Eindringen von Regen zu verhindern und so Komponenten wie Katalysatoren und Motoren zu schützen. Bei PKW, die in Ländern mit Linksverkehr hergestellt werden (wie in Japan), ist häufig zu beobachten, dass das Endrohr zum Gehsteig weist.

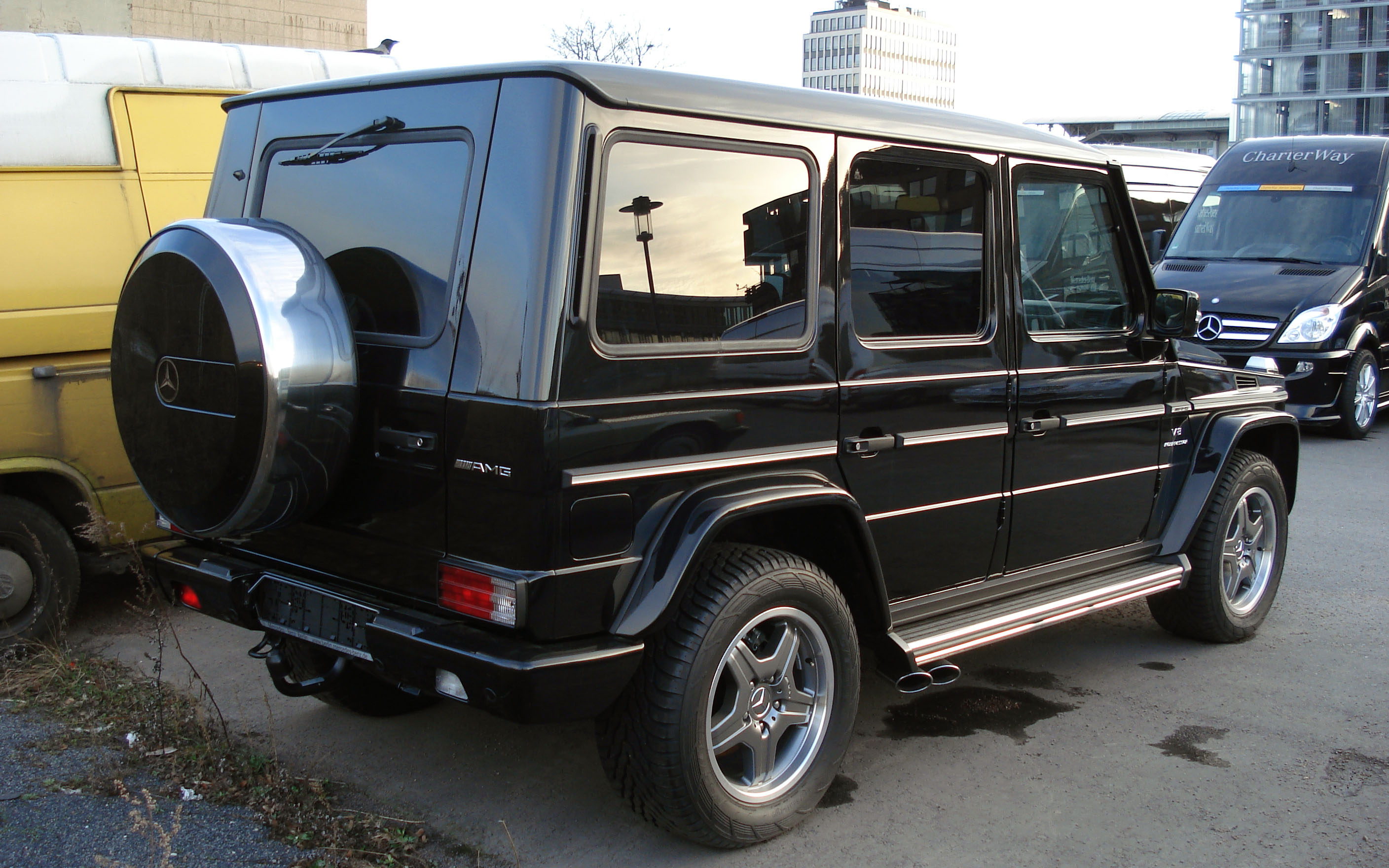
Sidepipes (Mercedes G 55 AMG)

#### Sidepipes
siehe: Sidepipes
Sidepipes nennt man Auspuffanlagen, welche ihren Auslass an der Seite haben. Sidepipes sind generell erlaubt, aber sie sind eintragungspflichtig genauso wie aerodynamische Anbauten und man benötigt dazu auch ein Materialgutachten. Sidepipes dürfen nach hinten links bis zu einem Winkel von 45 Grad zur Fahrzeuglängsachse angebracht sein. Sie müssen so angebracht sein, dass das Eindringen von Abgasen in das Fahrzeuginnere nicht zu erwarten ist. Sie dürfen nicht über die seitliche Begrenzung des Fahrzeuges hinausragen.

## Aufgaben
Zwei Hauptaufgaben des Auspuffs sind die Ableitung der Verbrennungsabgase aus dem Fahrzeug und die Dämpfung der Druckstöße, die bei der explosionsartigen Verbrennung in den Brennräumen entstehen, um die Schallemission zu reduzieren.
Bei genauerer Betrachtung der beim Betrieb eines Verbrennungsmotors stattfindenden Vorgänge kommt dem Auspuff eine wichtige Bedeutung zu. Der Auspuff hat einen deutlichen Einfluss auf das zur Verfügung stehende Drehmoment im nutzbaren Drehzahlbereich des Antriebsaggregates. Im Motorsport, wo die Leistungs- und Kraftentfaltung im Vordergrund steht, wird das besonders ausgenutzt.
Der Auspuff ist passiv am Ladungswechsel beteiligt, indem seine Form die in ihm stattfindenden Schwingungen der Auspuffgase bestimmt. Diese Schwingungen können das Ausströmen der Verbrennungsgase aus dem Brennraum bei geöffnetem Auslassventil unterstützen, ihnen aber auch entgegenwirken. Der Sog kann dabei so stark sein, dass selbst das Einströmen der Frischgase bei gleichzeitig geöffnetem Auslassventil unterstützt wird. Durch entsprechende Auslegung des Auspuffsystems und Abstimmung anderer Komponenten wie Steuerzeiten lässt sich aber auch die Füllung der Brennräume erhöhen, und gleichzeitig der Verbrauch senken, indem die Spülverluste gering gehalten werden. Der Gasfluss wird dabei durch den negativen Teil der Gasschwingung erst unterstützt, um beim darauffolgenden positiven Teil die Gase zurückzudrücken, bevor das Ventil geschlossen wird. Dieses Prinzip bildet auch die Basis, um einen Zweitaktmotor überhaupt betreiben zu können, da bei ihm der Ladungswechsel hauptsächlich durch strömungstechnische Vorgänge bestimmt wird. Es gibt keine Ventile, und der Kolben kann das Ausströmen der verbrannten Gase durch seine Hubbewegung nicht oder nur sehr wenig unterstützen.
Es gibt eine Vielzahl von Auspuffherstellern, zu den bekanntesten gehören Bosal, Eberspächer, Faurecia, Hamann, Remus-Sebring, und Tenneco.

## Abgasfarben
In der Regel sind die austretenden Abgase von Fahrzeugen farblos oder leicht grau-weiß. Je nach Motorzustand können jedoch die folgenden farblichen Anomalien auftreten:
- Weißrauch: Treten aus dem Auspuff auffällig weiße Abgase aus, ist dies auf eine sehr hohe Luftfeuchtigkeit im Brennraum des Fahrzeugs zurückzuführen. Während der Wintermonate ist diese Rauchfarbe bei einem Kaltstart häufig zu sehen. Bereits eine geringe Menge Kondenswasser reicht schon aus, um diesen Weißdampf zu erzeugen. Sobald das Fahrzeug seine Betriebstemperatur erreicht hat, treten die Abgase wieder im üblichen Farbton aus.
- Schwarzrauch: diese Rauchfarbe deutet darauf hin, dass der Kraftstoff nicht vollständig verbrannt werden kann. Teile der darin enthaltenen Kohlenwasserstoffe werden deshalb als Ruß mit ausgestoßen.
- Blauer Rauch: wird blauer Rauch aus dem Auspuff ausgestoßen, ist Öl in den Brennraum gelangt. In diesem Falle sollte das Fahrzeug abgestellt und eine Werkstatt aufgesucht werden, um weitere Schäden des Motors zu vermeiden.[4]